# (72563) 2001 EN7
(72563) 2001 EN7 – planetoida z pasa głównego asteroid okrążająca Słońce w ciągu 5,63 lat w średniej odległości 3,16 j.a. Odkryta 2 marca 2001 roku.